# Fernando Pérez Valdés
Fernando Pérez Valdés (l'Havana, 19 de novembre de 1944) és un director de cinema i escriptor cubà, llicenciat en Llengua i Literatura Hispàniques en la Universitat de l'Havana.
Ha impartit cursos d'Apreciació Cinematogràfica i Història del Cinema a l'Escola Internacional de Cinema de San Antonio de los Baños. Des de 1962 es vincula al cinema, primer com a assistent de producció i després com a assistent de direcció. El 1975 debuta com a documentalista, realitzant igualment nombroses edicions del Noticiero ICAIC Latinoamericano. Inicia la seva carrera com a director de llargmetratge el 1987 amb Clandestins, pel·lícula que li valdria un gran reconeixement de la crítica nacional i internacional. Al llarg de la seva carrera ha rebut nombrosos premis en diferents festivals tant a Cuba com en l'exterior, sent-li atorgat amb el Premi Nacional de Cinema en el 2007. Va ser mereixedor igualment del Premi Casa de las Américas, pel seu llibre Corresponsales de Guerra.

## Filmografia
- Cascos blancos (1975) - Documental, 21 minuts
- Cabinda (1997) - Documental, 30 minuts
- Sábado Rojo (1978) - Documental, 10 minuts
- 4000 niños (1980) - Documental, 15 minuts
- Mineros (1981) - Documental, 12 minuts
- Las armas invisibles (1981) - Documental, 15 minuts
- Camilo (1982) - Documental 24 minuts
- Omara (1983) - Documental, 26 minuts
- Clandestinos (1988) - Ficció, 102 minuts
- Hello Hemingway (1990) - Ficción, 90 minuts
- Madagascar (1994) - Ficció, 54 minuts
- La vida es silbar (1998) - Ficció, 110 minuts
- Suite Habana (2003) - Ficció, 80 minuts
- Madrigal (2007) - Ficció, 110 minuts
- José Martí: el ojo del canario (2010) - Ficció, 120 minuts
- La pared de las palabras (2014) - Ficció
- Últimos días en La Habana (2016)

## Premis
- Premi Coral d'Opera prima, IX Festival Internacional del Nou Cinema Llatinoamericà, l'Havana, Cuba, per Clandestinos (1988).
- Primer Premi Catalina d'Or, Millor Direcció, 28 Festival Internacional de Cinema, Cartagena d'Índies, per Clandestinos (1988).
- Premi Opera prima, X Festival Cinematogràfic de Taixkent, URSS, per Clandestinos (1988).
- Primer Premi Coral al millor llargmetratge de ficció, XII Festival Internacional del Nou Cinema Llatinoamericà, l'Havana, Cuba, per Hello Hemingway (1990).
- Màxima distinció de l'Associació de Cronistes de Nova York, Festival de Cinema Llatí, Nova York, els EUA, per Hello Hemingway (1991).
- Premi Especial del Jurat, XVI Festival Internacional del Nou Cinema Llatinoamericà, l'Havana, Cuba, per Madagascar (1994).
- Premi Caligari, 45 Festival Internacional de Berlín, per Madagascar (1995).
- Gran Premi del X Festival Internacional de Cinema de Friburg, Suïssa, per Madagascar (1995).
- Premi Coral a la millor direcció, XX Festival Internacional del Nou Cinema Llatinoamericà, l'Havana, Cuba, per La vida es silbar (1998).
- Millor pel·lícula de l'any per l'Associació de la Premsa Cinematogràfica, l'Havana, La vida es silbar (1998).
- Premi a la millor pel·lícula llatinoamericana, Festival Sundance, EUA, per La vida es silbar (1999).
- Premi de la Crítica Holandesa, Rotterdam, Holanda, per La vida es silbar (1999).
- Premi de la CICAE (Crítics de Cinema d'Art i Assaig). International Fòrum of New Cinema, Berlín, per La vida es silbar (1999).
- Premi del Jurat de Joves i Premi del Públic. Festival Internacional de Films, Fribourg, Suïssa, per La vida es silbar (1999).
- Premi Especial del Jurat. Festival Internacional de Santa Cruz, Bolívia, per La vida es silbar (1999).
- Premi Goya a la millor pel·lícula estrangera de parla hispana, Espanya, per La vida es silbar (2000).
- Premi Flaiano a la millor pel·lícula estrangera, Itàlia, per La vida es silbar (2000).
- Primer Premi a la millor pel·lícula, Festival Internacional de Cinema, Providence, Rhode Island, els EUA, per La vida es silbar (2000).
- Premi SIGNIS, Festival Internacional de Cinema de Sant Sebastià, Espanya, per Suite Habana (2003).
- Primer Premi Coral, XXV Festival Internacional del Nou Cinema Llatinoamericà, l'Havana, per Suite Habana (2003).
- Premi Coral de Direcció, XXV Festival Internacional del Nou Cinema Llatinoamericà, l'Havana, per Suite Habana (2003).
- Selecció de l'Associació Cubana de la Premsa Cinematogràfica com la millor pel·lícula, cubana i estrangera, exhibida a Cuba l'any, per Suite Habana (2003).
- Premi Colón de Plata a la Millor Direcció artística. XXXVI Festival de Cinema Iberoamericà de Huelva, Espanya, per José Martí, el ojo del canario (2010).
- Premi Coral de Direcció. 32do Festival Internacional del Nou Cinema Llatinoamericà. l'Havana, per José Martí, el ojo del canario (2010).